# Redigobius bikolanus
Redigobius bikolanus is een straalvinnige vissensoort uit de familie van grondels (Gobiidae). De wetenschappelijke naam van de soort is voor het eerst geldig gepubliceerd in 1927 door Herre.
De soort staat op de Rode Lijst van de IUCN als Gevoelig, beoordelingsjaar 1996.